# Martin Lames
Martin Matthias Lames (* 24. Februar 1959 in Wittlich) ist ein deutscher Sportwissenschaftler und Hochschullehrer.

## Leben
Lames studierte zwischen 1978 und 1983 Sport, Mathematik und Philosophie an der Johannes-Gutenberg-Universität Mainz. Von 1986 bis 1990 war Lames an der Mainzer Universität als wissenschaftlicher Assistent tätig, in dieser Zeit (Oktober 1989) schloss er seine Dissertation (Titel: „Leistungsdiagnostik durch Computersimulation“) ab.
Von 1991 bis 1996 hatte er an der Christian-Albrechts-Universität zu Kiel eine Stelle als Hochschulassistent inne, 1997 schloss er bei Herbert Haag seine Habilitation zum Thema „Gesundheitsförderung durch Sport – Konzepte, Methoden, Ergebnisse“ ab. Von 1996 bis 2002 war Lames an der Universität Rostock als Professor für Trainingswissenschaft sowie Theorie und Praxis der Sportarten tätig. 2002 erhielt er den Ruf auf die Professur für Bewegungs- und Trainingswissenschaft an der Universität Augsburg und blieb dort bis 2009. Im selben Jahr übernahm Lames an der Technischen Universität München den Lehrstuhl für Trainingswissenschaft und Sportinformatik. Ab 2003 war er Mitglied der internationalen Vereinigung für Sportinformatik IACSS, ab 2011 deren Generalsekretär sowie ab 2013 deren Präsident.
Zwischen 2008 und 2013 saß er im Landessportbeirat des Bayerischen Landtages, im Jahr 2010 wurde er Vertreter der Sportwissenschaft im ministeriellen Lenkungsausschuss „Wissenschaftliches Verbundsystem Leistungssport“ des Bundesinnenministeriums. 2012 übernahm Lames das Amt des Sprechers der Sektion Sportinformatik innerhalb der Deutschen Vereinigung für Sportwissenschaft (DVS), von 2003 bis 2007 war er DVS-Vorstandsmitglied. Von 2001 bis 2011 gehörte er zu den Herausgebern der Zeitschrift „Sportwissenschaft“.
Die Schwerpunkte in Lames' sportwissenschaftlicher Tätigkeit betrafen die Themenfelder Trainingswissenschaft, Sportinformatik und Sportspiele. Zu seinen wichtigen Veröffentlichungen und Herausgeberschaften im Bereich Sportinformatik gehörten „Informatik im Sport: ein Handbuch“ aus dem Jahr 1997, „Modellbildung in der Sportwissenschaft“ (2002) und der Sammelband „Wissenstransfer im deutschen Spitzensport“ aus dem Jahr 2007. In der Sportspielforschung leitete Lames unter anderem Forschungsprojekte zum Thema Spielanalyse, und -beobachtung. Zu diesem Themenbereich brachte er bereits 1994 das Buch „Systematische Spielbeobachtung“ heraus.
Ende März 2024 ging Lames in den Ruhestand.